# Aimee Allen
Aimee Allen es una cantante y compositora estadounidense de música rock, punk y ska. Actualmente es la vocalista de la banda The Interrupters.

## Discografía

### The Interrupters
- In the wild (2022)
- Fight The Good Fight (2018)
- Say It Out Loud (2016)
- The Interrupters (2014)

### Solista
- I'd Start a Revolution If I Could Get Up in the Morning (2003)

### Scott & Aimee
- Sitting in a Tree (2007)

### Sencillos
- "Revolution" (2003)
- "I'm Here" (2008)
- "On Vacation" (2009)
- "Calling The Maker" (2009)
- "Wanderer" (2013)